# Isabelle Nicoloso
Isabelle Nicoloso (Domont, 13 de febrer de 1961) va ser una ciclista francesa que combinà la pista amb la carretera. Va guanyar dues medalles, una d'elles d'or, als Campionats del món de velocitat.

## Palmarès en pista
- 1980
  -  Campiona de França en velocitat
- 1981
  -  Campiona de França en velocitat
- 1982
  -  Campiona de França en velocitat
- 1984
  -  Campiona de França en velocitat
- 1985
  -  Campiona del Món de velocitat
  -  Campiona de França en velocitat
- 1986
  - 1a al Gran Premi de París en velocitat
- 1990
  -  Campiona de França en quilòmetre
- 1991
  -  Campiona de França en quilòmetre
  -  Campiona de França en puntuació
- 1998
  -  Campiona de França en puntuació

## Palmarès en ruta
- 1984
  - Vencedora de 2 etapes a Dompaire
- 1985
  - 1a al Tour del Territori de Belfort
- 1987
  - Vencedora de 2 etapes als Tres dies de Vendée
  - Vencedora de 2 etapes a la Mi-Août Bretonne
  - Vencedora d'una etapa al Tour de la Drôme
  - Vencedora d'una etapa al Tour d'Aquitania
- 1988
  - Vencedora d'una etapa als Tres dies de Vendée
- 1991
  - Vencedora de 2 etapes al Tour de Finisterre
- 1992
  - Vencedora d'una etapa al Tour de Finisterre
- 1994
  - 1a al GP Les Forges
- 1996
  - 1a al GP Les Forges
  - Vencedora d'una etapa a la Volta a Navarra
- 1997
  - 1a al GP Les Forges
- 1998
  - 1a al GP Les Forges
- 2000
  - 1a al GP Les Forges